# Feitiço da Rama da Abóbora
Feitiço da Rama da Abóbora é um romance de Aníbal João Ribeiro Simões, vencedor do Prémio Sonangol de Literatura, em 1991.

## Enredo
Anos antes da chegada dos europeus ao continente africano, dá-se numa aldeia um acontecimento imprevisto. Um aldeão obtém do exterior gado bovino da raça barrosã. O fato desencadeia vários conflitos que culminam com a desgraça de um dos filhos - Cisoka. Este, enfeitiçado com a rama de abóbora, fica privado da memória. Este romance é a odisseia de um jovem que tanto se mete por caminhos adversos como luta para desvendar sortilégios mais enigmáticos a fim de reaver a memória perdida e, em consequência, redescobrir-se a si próprio e aos seus.
Segundo  Urbano Tavares Rodrigues, eis um romance diferente de quase todos os que lemos até hoje. Uma visão do interior de Angola, das suas florestas, savanas e desertos, dos seus rios, das suas aves, feras, feitiços e monstros imaginários-reais, escrito por um jovem professor universitário de sociologia, que, por experiência própria, conhece tudo aquilo de que aqui fala.Aníbal João Ribeiro Simões, que adoptou o pseudónimo literário de Tchikakata Balundu contanos, nesta obra de ficção, a odisseia terrestre de uma criança, depois adolescente, depois homem feito, que é repudiado pelos seus por haver recebido o feitiço, muito maléfico, da rama de abóbora. Expulso, vagueando pela selva, lutando com águias, cobras, ladrões de gado, criaturas fabulosas da noite e do medo, aprendendo a coragem, o desejo, a astúcia e o sofrimento, o jovem Cisoka, que, por causa do feitiço, perdeu a memória e tenta reconhecer-se, redescobrir as origens, vai amar e casar, ter filhos, peregrinar por ciladas e afectos e ler na natureza e nos homens aquilo que nem feiticeiros nem curandeiros souberam desvendar-lhe. E que nem ele completamente desvendará, por muito que viva, experimente, percorra as terras do mal e do segredo. 
Em entrevista inédita ao crítico literário João Fernando André, Kalunga, o autor revela que "em 2014, recebi um telefonema do Gracima, informando-me que fazia parte dos 11 clássicos da literatura angolana, 2ª edição. Mas também é verdade que o romance o feitiço da rama de abóbora, foi e continua sendo objecto, no estrangeiro, de várias recensões críticas, críticas literárias e jornalísticas e, inclusivamente,  referido em algumas teses de mestrado e de doutoramento."
Aníbal Simões também assina como Baladar ou Tchikakata Mbalundu e, embora tenha escrito alguma poesia aforística, é pela prosa que ganhou notoriedade na literatura angolana. 

EXCERTO DA OBRA 
"A minha vida modificou-se radicalmente a partir do dia em que me foi posto o feitiço da rama de abóbora. Quando me aproximo das pessoas, elas afastam-se. No mercado, os vendedores ambulantes deixam de regatear e, para cúmulo do desespero, escondem os seus produtos nos sacos. Os meus amigos das longas noites de chocalho e de tantã, olham-me com grande comiseração. Tal acontece apenas com os rapazes, uma vez que as raparigas reagem como se estivessem perante uma alma de outro mundo. Ao verem-me, fogem desordenadamente."
O romance, todo desenvolvido no interior de Angola, revelando-a, deste modo, com outros olhos, longe das cidades, carrega em si desde o início ao fim uma componente cultural muito forte e profunda. Essa componente cultural, apesar de ser maioritariamente representada pelo grupo étnico Ovimbundu, transcende-o em vários momentos e remete-nos a outros grupos étnicos espalhados pelo país adentro (Leopoldina, 2017, in Revista Palavra e Arte).

Referências
http://catalogorbca.cm-arganil.pt/pacwebv3/capas/O%20feiti%C3%A7o%20da%20rama%20de%20ab%C3%B3bora.pdf;
https://palavraearte.co.ao/busca-pela-identidade-pela-cultura-feitico-da-rama-abobora-anibal-simoes/
https://www.facebook.com/joaofernandespavlov.john/posts/1396946873827258;